# Loka grisea
Loka grisea är en insektsart som beskrevs av Heller och Rauno E. Linnavuori 1968. Loka grisea ingår i släktet Loka och familjen dvärgstritar. Inga underarter finns listade i Catalogue of Life.